# Méthode de Laguerre
Pour les articles homonymes, voir Laguerre.
En analyse numérique, la méthode de Laguerre est un algorithme de recherche d'un zéro d'une fonction polynomiale. En d'autres termes, elle peut être utilisée pour trouver une valeur approchée d'une solution d'une équation de la forme p(x) = 0, où p est un polynôme donné.

## Principe
Soit p un polynôme. Soit x0 un réel supposé être une valeur approchée d'une racine de p.
La méthode de Laguerre tente d'améliorer cette première approximation par une méthode itérative en utilisant la relation récurrente:
{\displaystyle x_{k+1}=x_{k}-{\frac {n}{S_{1}(x_{k})\pm {\sqrt {(1-n)(nS_{2}(x_{k})+S_{1}^{2}(x_{k}))}}}},}
dans laquelle le symbole ± au dénominateur est remplacé par + ou − selon ce qui donne un dénominateur ayant le plus grand module possible.
De plus, n désigne le degré du polynôme p, S1 et S2 sont les premières et secondes dérivées logarithmiques de p, données par 
{\displaystyle S_{1}(x)={\frac {d}{dx}}\log p(x)={\frac {p'(x)}{p(x)}}}
{\displaystyle S_{2}(x)={\frac {d^{2}}{dx^{2}}}\log p(x)={\frac {p''(x)}{p(x)}}-\left({\frac {p'(x)}{p(x)}}\right)^{2}.}

## Propriétés
Si x est une racine simple du polynôme p, alors la méthode de Laguerre aura une vitesse de convergence cubique lorsque la valeur approchée initiale x0 sera assez proche de la racine x. Cependant, si x est une racine multiple, alors la convergence sera seulement linéaire.
Cela signifie que la méthode de Laguerre converge encore plus rapidement que la méthode de Newton. Cependant, la méthode de Laguerre exige le calcul des dérivées premières et secondes de p, alors que la méthode de Newton ne demande qu'une dérivée. 
La méthode de Laguerre fonctionne également pour des polynômes à coefficients réels qui ont des racines complexes. Même si la valeur approchée initiale est réelle, alors la méthode fournira des valeurs approchées complexes quand l'expression sous la racine deviendra négative.
C'est la grande différence avec la méthode de Newton, qui donnera toujours des solutions réelles dans ce cas.
D'après le théorème de Laguerre, si toutes les racines du polynôme sont réelles, la méthode converge quel que soit le point de départ  x0 de l'itération. La valeur de l'autre racine de la méthode (en retenant l'autre signe au symbole  ± du dénominateur) fournissant par ailleurs une première estimation d'une autre racine du polynôme. En pratique, même si le polynôme contient des racines complexes, les cas de divergence sont notablement plus rares qu'avec des méthodes semblables de Halley ou Newton.